# Lukarda (Buchau)
Lukarda (* vor 1200; † nach 1215) war die neunte Äbtissin des freiweltlichen Damenstifts Buchau im heutigen Bad Buchau am Federsee.

## Leben
Nach der Wahl von Gertrud von Tegerfelden im Jahre 1212 trat ein „Marcoaldus comes“ als Fürsprecher von Lukarda bei der Anfechtung der Wahl vor dem Heiligen Stuhl auf. In der Literatur wird dieser Marcoaldus comes mit dem damaligen Buchauer Vogt „Marquard von Veringen“ gleichgesetzt. Auch könnte Lukarda mit dem Veringer Adel verwandt gewesen sein. Lukarda wurde von einer Minderheit von vier Mitschwestern gewählt. Die darauf folgende Anfechtung der Wahl unterstützten auch noch der Bischof von Basel und die Äbte der Klöster von Neuburg und Pairis sowie der Propst des Klosters Truttenhausen. Papst Innozenz III., vormaliger Vormund des seit 1212 regierenden staufischen Kaisers Friedrich II. und einer der bedeutendsten Päpste des Mittelalters, bestätigte schließlich Lukarda, die dann bis 1216 Äbtissin war.